# Homalomena truncata
Homalomena truncata är en kallaväxtart som först beskrevs av Heinrich Wilhelm Schott, och fick sitt nu gällande namn av Joseph Dalton Hooker. Homalomena truncata ingår i släktet Homalomena och familjen kallaväxter. Inga underarter finns listade.